# Catalpa ovata
Catalpa ovata — вид квіткових рослин з родини біньйонієвих (Bignoniaceae).

## Опис

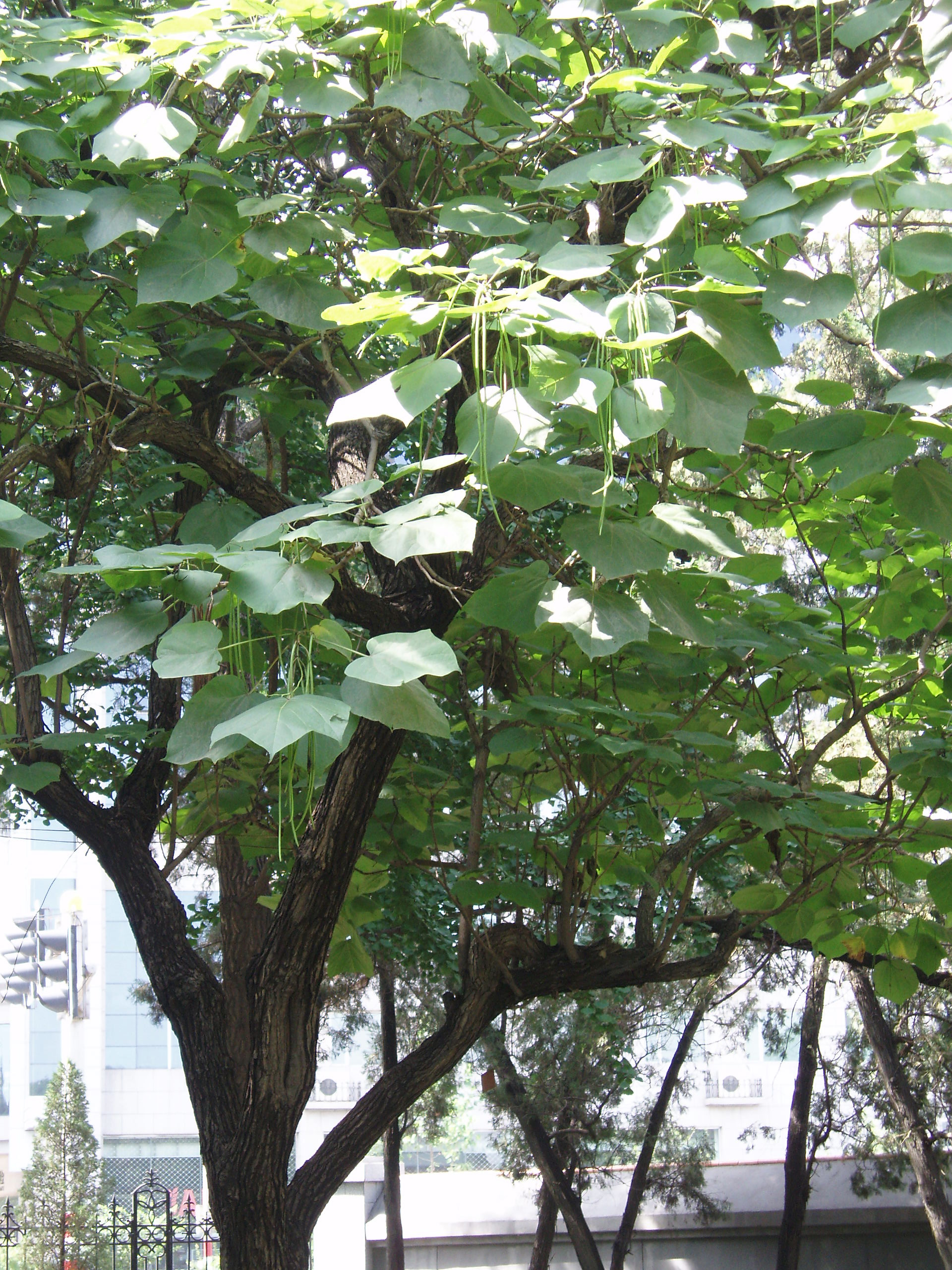

Дерева ≈ 15 метрів заввишки; молоді гілки слабо запушені. Листки супротивні або майже, іноді мутовчасті; ніжки 6–18 см; листкова пластинка широко-яйцеподібна, ≈ 25 × 25 см, шкіряста, рідко запушена чи гола, основа серцеподібна, край цільний чи загострений, зазвичай 3-лопатева, верхівка загострена. Суцвіття волотисті, верхівкові; квітконіжки слабо запушені. Чашечка двогуба, 6–8 мм. Віночок дзвінчастий, блідо-жовтий, жовто 2-смугуватий і з пурпурними плямами в горлі, ≈ 2.5 × 2 см. Коробочка лінійна, поникла, 20–30 см × 5–7 мм. Насіння довго еліпсоїдне, 6–8 × ≈ 3 мм, ворсинчасте на обох кінцях. Квітує травні та червні, плодить у серпні — жовтні.

## Поширення
Вид зростає у великій частині Китаю — Аньхой, Ганьсу, Хебей, Хейлунцзян, Хенань, Хубей, Цзянсу, Цзілінь, Ляонін, Ней Монгол, Нінся, Цінхай, Шеньсі, Шаньдун, Шаньсі, Сичуань, Сіньцзян. Інтродукований у Канаді, США, Європі, Кореї, Японії.
Населяє схили; на висотах (500)1900–2500 метрів.

## Використання
Плоди використовують у медицині для посилення діурезу. Декоративна рослина, яка стійка до міського забруднення, а також морозостійка.